# پیتر بول
پیتر بول (انگلیسی: Peter Bull؛ ۲۱ مارس ۱۹۱۲ – ۲۰ مهٔ ۱۹۸۴) یک هنرپیشه اهل بریتانیا بود. 

## فیلم‌شناسی
- دکتر استرنجلاو
- تام جونز
- ملکه آفریقایی
- الیور توئیست
- دکتر دولیتل
- طوفان
- باو برومل
- ماجراهای آلیس در سرزمین عجایب
- هر طور شما دوست دارید